# George Floyd
George Perry Floyd, Jr. (14. října 1973, Fayetteville, Severní Karolína, USA – 25. května 2020 Minneapolis, Minnesota) byl Afroameričan, který byl zavražděn policistou Derekem Chauvinem. Chauvin byl velitelem čtyřčlenné hlídky, která byla přivolána poté, co Floyd v obchodě zaplatil svůj nákup padělanou bankovkou. Policista Chauvin během zatčení klečel Floydovi na krku a na rameni, po dobu 9 minut a 29 vteřin i v době, kdy zadržený ztratil vědomí a na místo přijížděla sanitka. Po Floydově smrti vypukly celonárodní pokojné i násilné protesty proti policejní brutalitě. 
Floyd vyrůstal v Houstonu, kde na střední a vysoké škole hrál americký fotbal a basketbal. Věnoval se také rapování a sloužil i jako mentor lokálního církevního sboru. Mezi lety 1997 a 2005 byl osmkrát odsouzen za spáchání různých zločinů. Odseděl si 4 roky ve vězení po přijetí dohody o vině a trestu za loupežné vniknutí se zbraní v ruce. V roce 2014 se přestěhoval na předměstí St. Louis Park v metropolitní oblasti Minneapolis. Zde se živil jako ochranka a vyhazovač v barech. V roce 2020 přišel o zaměstnání kvůli uzavření barů z důvodu pandemie covidu-19.
Po protestech zřídila Floydova rodina dobrovolnou sbírku, při které bylo za jeden týden vysbíráno pro její účely přes 14 milionů dolarů, přičemž sbírka zůstala nadále otevřená. V roce 2021 zaplatilo město Minneapolis pozůstalým odškodné ve výši 27 milionů dolarů (591 milionů korun). Soudní proces s bývalým policistou Derekem Chauvinem začal v březnu 2021 a 20. dubna 2021 soud první instance rozhodl o Chauvinově vině. Proti tomuto rozsudku bylo podáno odvolání. Soud se zbývajícími třemi policisty, kteří u zatčení asistovali, proběhl v březnu 2022.

## Život

### Mládí
Narodil se ve městě Fayetteville v Severní Karolíně. Jeho rodiči byli George Perry a Larcenia Jones Floyd, brzy se však rozešli. Když byly chlapci dva roky, matka se s ním a jeho čtyřmi sourozenci přestěhovala do Houstonu ve státě Texas, kde obývala městský sociální byt. V Houstonu Floyd vyrostl a dlouho tam žil. Jako dítě byl nazýván Perry nebo také Big Floyd (Velký Floyd). Již ve svých 12 letech byl totiž zhruba 1,90 m vysoký a považoval sport za prostředek, jak zlepšit svůj život. Posléze navštěvoval střední školu Yates High School v Houstonu. Zde hrál ve školním týmu basketbalu jako křídlo a také v týmu amerického fotbalu; oba týmy vyhrály školní mistrovství státu Texas v roce 1992. Podle výpovědi Jonathana Veala, jeho tehdejšího spolužáka, snil Floyd ve svých 17 letech o angažmá v týmech NBA nebo NFL. Po maturitě byl díky fotbalovému stipendiu přijat na South Florida State College, kam docházel dva roky a kde také hrál basketbal. V roce 1995 přestoupil do týmu na Texas A&M University–Kingsville. Studia na univerzitě ovšem nedokončil.

### Dospělost
Z univerzity se vrátil zpět do Houstonu, kde se v roce 1995 začal živit v dílně na úpravu automobilů a věnoval se také baseballu. V roce 1994 se na chvíli angažoval coby rapper pod pseudonymem Big Floyd ve skupině Screwed Up Click. Později se stal členem skupiny Presidential Playas, které v roce 2000 vydalo album Block Party.
Později se dostal na cestu trestné činnosti. Poprvé byl zadržen a odsouzen v roce 1997, kdy byl přistižen při převozu drog (kokainu) a odsouzen na 6 měsíců odnětí svobody. V roce 1998 byl zadržen dvakrát za krádeže a odsouzen na 10 měsíců odnětí svobody. V roce 2001 byl odsouzen na 15 dní odnětí svobody, když se odmítl identifikovat policistovi. V roce 2002 byl přistižen při držení drog (kokain), v roce 2003 při neoprávněném vniknutí, v roce 2004 a 2005 při distribuci drog (kokainu), za tyto trestné činy byl odsouzen na 30 měsíců odnětí svobody.
V roce 2007 spáchal nejzávažnější trestný čin, ozbrojené loupežné přepadení v Houstonu. Zaklepal na dům, kde byli přítomni dva dospělí a batole, vydával se za pracovníka vodáren. Poté co žena, která mu šla otevřít, zjistila, že tomu tak není, pokoušela se dveře zavřít, v čemž jí zabránil a následně přijela před dům dodávka, ze které vystoupilo pět dalších kompliců. Společně vnikli do domu, Floyd při tom držel ženu a mířil jí pistolí na břicho. Dožadovali se peněz a drog. Když napadení odmítli spolupracovat, pachatelé prohledali dům a ukradli šperky a mobilní telefon a odjeli. Za tři měsíce byli pachatelé zadrženi při namátkové kontrole. V roce 2009 byl za tento trestný čin Floyd odsouzen na pět let odnětí svobody.
V roce 2013 byl po čtyřech letech ve vězení podmínečně propuštěn. Po propuštění se stal aktivním v místním církevním sboru Resurrection Houston, kde se věnoval práci s ohroženými dětmi a propagoval nenásilí. Současně se také zapojoval do dobročinného rozvozu jídla seniorům v rámci nadace Nature Foundation, kterou založil rapper Trae tha Truth. V neposlední řadě pomáhal v rámci charity hledat zaměstnání pro osoby vracející se z vězení.
V roce 2014 se přestěhoval do Minneapolisu na severu USA, kde pracoval nejdříve chvíli v ochrance útulku Armády spásy a později jako vyhazovač v baru. V roce 2019 pracoval jako ochranka také v klubu El Nuevo Rodeo, kde si po nocích přivydělával v roli ochranky také policista Derek Chauvin. Snažil se také získat oficiální licenci na řízení nákladních automobilů, to se mu ale nepovedlo. O práci vyhazovače přišel začátkem roku 2020 v důsledku pandemie nemoci covid-19. V dubnu se sám covidem-19 nakazil, z čehož se ale uzdravil. Konstantně bojoval se svou dřívější závislostí na drogy a alkoholu, když se mu střídala období užívání a střízlivosti.

### Vražda a reakce společnosti

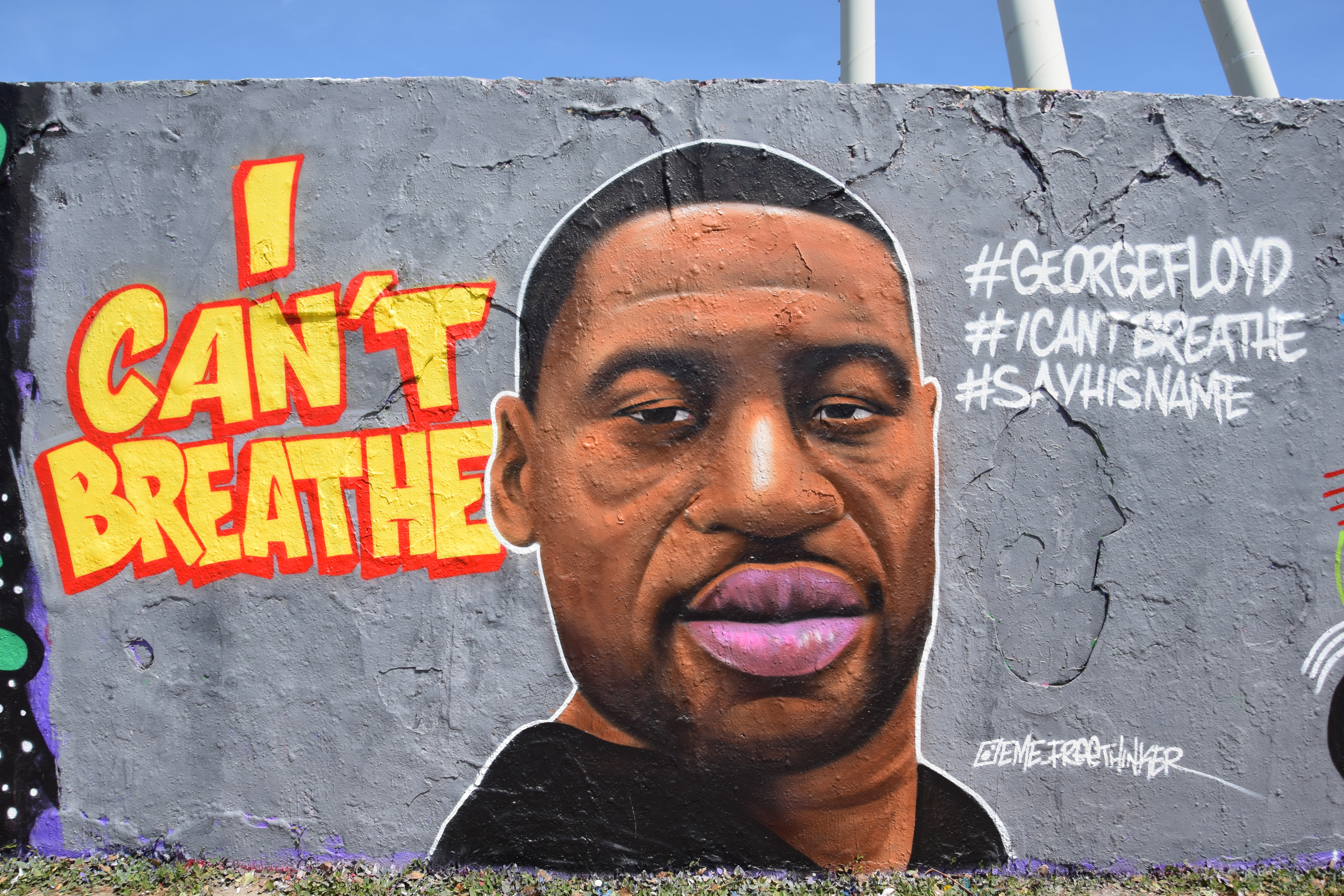
Graffiti Floydovy tváře na zbytku Berlínské zdi v tzv. Mauerparku

Kvůli podezření, že Floyd použil k nákupu cigaret v Minneapolisu dne 25. května 2020 padělanou dvacetidolarovou bankovku, zavolala obsluha obchodu policii. Rychle se dostavily dvě dvoučlenné hlídky vedené Derekem Chauvinem. Mezitím Floyd odešel do auta, které měl přistavené poblíž. Podle policejního mluvčího byl Floyd vyzván, ať auto opustí, načež Floyd začal panikařit. Policista ho vytáhl z auta a nasadil mu pouta. Ačkoliv byl Floyd spoután, policistům se ho tři minuty nedařilo dostat do policejního auta (zasahujícím policistům mimo jiné řekl, že do auta nechce, že se bojí a že trpí klaustrofobií). Poté, co jej policisté posadili do vozu, sebou Floyd začal házet až vypadl z druhé strany na zem. K Floydovu úmrtí došlo v důsledku dušení způsobeného zásahem policisty Chauvina. Ačkoliv Floyd několikrát řekl, že nemůže dýchat (I can't breathe), Chauvin mu klečel na krku devět minut a 29 sekund i poté, co jiný policista nenašel puls.
V červnu 2020 byla vydána lékařská a pitevní zpráva, která potvrdila, že zástavu srdce způsobilo spoutání a škrcení při zatýkání. Jako příčinu smrti pitevní zpráva označila zabití. Zpráva ovšem odhalila také jisté problémy se srdcem, které mohly být spojené s nakažením se covidem-19, který dříve prodělal. Rodina proto zajistila ještě jeden posudek, který sepsal patolog Michael Baden, který dříve prováděl pitvu Erica Garnera. Podle této zprávy bylo příčinou smrti dušení způsobené silným tlakem zezadu na krk. Podle toxikologického vyšetření měl Floyd v krvi vyšší hodnoty fentanylu a metamfetaminu.
Videa zachycující tento incident vyvolala silnou vlnu zejména pokojných, ale někdy i násilných protestů organizovaných hnutím Black Lives Matter, namířených proti projevům rasismu a policejnímu násilí napříč Spojenými státy americkými i v dalších zemích. Došlo mimo jiné k poškozování či úřednímu odstraňování pomníků osobností z amerických a světových dějin, zejména pak jižanské Konfederace, jež kritici vnímali jako kontroverzní, rasistické, případně vlastnící, obchodující nebo profitující z obchodování s otroky. Z programu byly stahovány starší televizní pořady kritizované pro rasistické vyznění či nekritické zobrazování policie.
V roce 2021 zaplatilo město Minneapolis pozůstalým odškodnění v rekordní výši 27 milionů dolarů (591 milionů korun). Soudní proces s v té době již bývalým policistou Derekem Chauvinem začal v březnu 2021. Obviněn byl z vraždy druhého stupně, vraždy třetího stupně a zabití druhého stupně. Ke konci dubna 2021 byl porotou shledán vinným ze všech bodů obžaloby. Chauvinův právní zástupce Eric Nelson se u soudu neúspěšně snažil dokázat, že Floydovu smrt zapříčinila přítomnost látky fentanyl v jeho těle a nikoliv zákrok jeho klienta. Do vynesení rozsudku zůstává Chauvin ve vazbě. V červnu soudce Peter Cahill nepravomocně odsoudil Chauvina k 22,5 roku odnětí svobody. Odvoláni bylo zamítnuto. Soud se zbývajícími třemi policisty, kteří u zatčení asistovali, proběhl v březnu 2022 a byli shledáni vinnými. V roce 2022 byl Chauvin shledán vinným i ve federálním soudním řízení pro porušení občanských práv a byl odsouzen k odnětí svobody na 21 let s nejbližším možným propuštěním na podmínku v roce 2038. V listopadu 2023 byl Chauvin ve věznici v Arizoně napaden spoluvězněm – bývalým příslušníkem mexické mafie Johnem Turscakem – a pobodán 22 ranami. Útok přežil. Útočník byl obviněn z pokusu o vraždu.